# 滕納 (格勞賓登州)

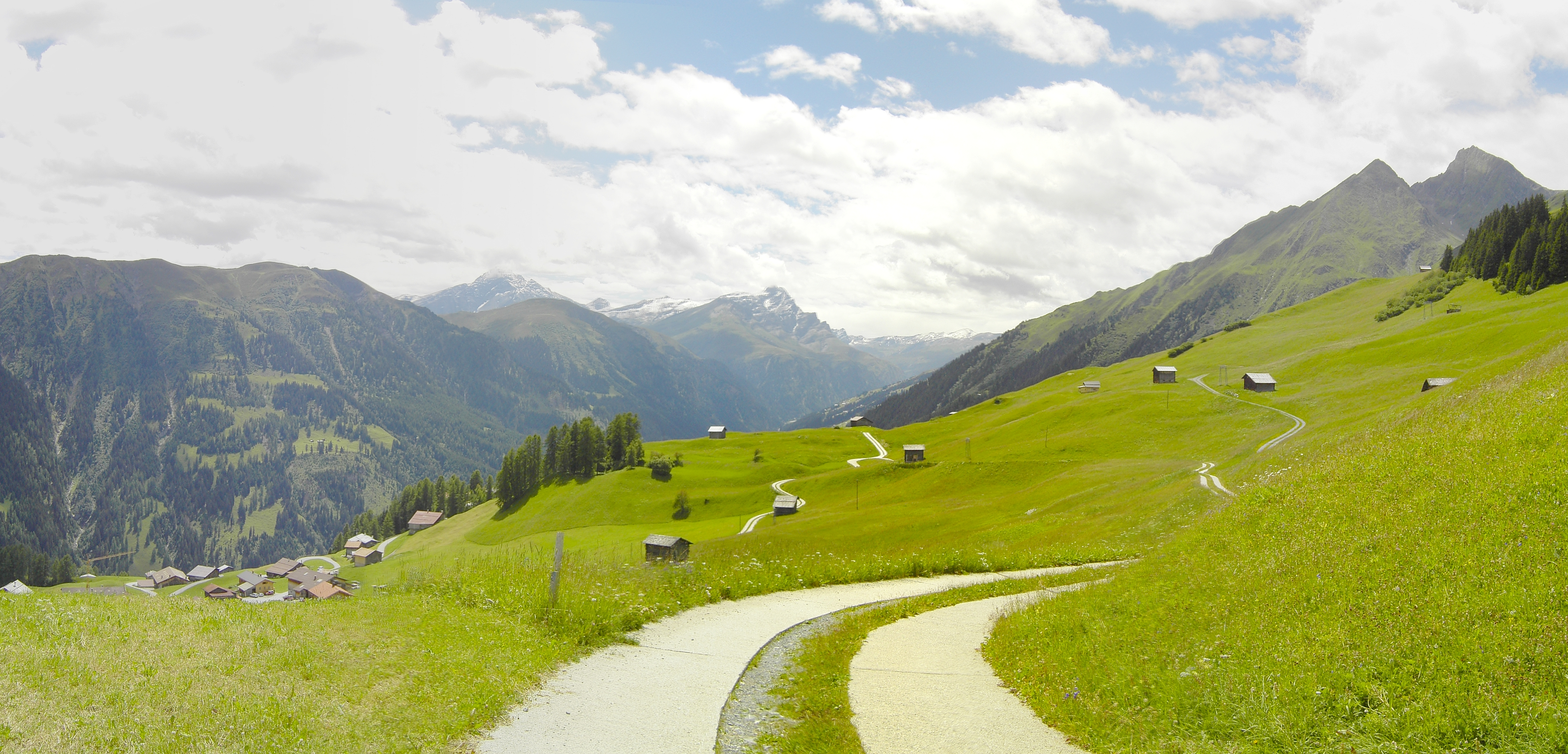

滕納是瑞士的城鎮，位於該國東部，由格勞賓登州負責管轄，面積11.28平方公里，四成半土地用作農業，海拔高度1,654米，2011年人口110，人口密度每平方公里10人。